# Đồng hồ bấm giờ
Đồng hồ bấm giờ (tiếng Anh: timer) là một chiếc đồng hồ cầm tay được thiết kế để đo lượng thời gian trôi qua từ một thời điểm cụ thể khi nó được kích hoạt khi thời gian bị tắt. Một phiên bản kỹ thuật số lớn của đồng hồ bấm giờ được thiết kế để xem ở khoảng cách, như trong một sân vận động thể thao, được gọi là một giờ dừng. Trong thời gian thủ công, đồng hồ được bắt đầu và dừng lại bởi một người nhấn một nút. Trong thời gian hoàn toàn tự động, cả khởi động và dừng được kích hoạt tự động, bằng cảm biến.
Các chức năng thời gian được điều khiển theo truyền thống bằng hai nút trên vỏ máy. Nhấn nút trên cùng sẽ bắt đầu hẹn giờ đang chạy và nhấn nút lần thứ hai để dừng nó, để lại thời gian đã trôi qua được hiển thị. Nhấn nút thứ hai rồi đặt lại đồng hồ bấm giờ về 0. Nút thứ hai cũng được sử dụng để ghi lại thời gian phân chia hoặc thời gian ghép. Khi nhấn nút chia thời gian trong khi đồng hồ đang chạy, màn hình sẽ đóng băng, sau đó bắt đầu đóng băng lại, cho phép thời gian trôi qua đến thời điểm đó, nhưng cơ chế đồng hồ tiếp tục chạy để ghi lại tổng thời gian đã trôi qua. Nhấn nút tách lần thứ hai cho phép đồng hồ tiếp tục hiển thị tổng thời gian.
Chế độ đồng hồ bấm giờ có thể được tìm thấy trong hầu như tất cả các điện thoại di động ngày nay. Đồng hồ bấm giờ cơ khí được cung cấp bởi một con chính, mà phải được định kỳ vết thương bằng cách xoay núm có khía ở đầu đồng hồ.
Đồng hồ bấm giờ điện tử kỹ thuật số có sẵn, do yếu tố thời gian dao động tinh thể của chúng, chính xác hơn nhiều so với đồng hồ cơ khí. Bởi vì chúng chứa một vi mạch, chúng thường bao gồm các hàm ngày tháng và thời gian trong ngày. Một số có thể có đầu nối cho cảm biến bên ngoài, cho phép đồng hồ bấm giờ được kích hoạt bởi các sự kiện bên ngoài, do đó đo thời gian trôi qua chính xác hơn nhiều so với có thể bằng cách nhấn các nút bằng ngón tay. Đồng hồ bấm giờ đếm bằng 1/100 giây thường bị nhầm lẫn [ bởi ai? ] Như mili giây đếm, chứ không phải là centiseconds. Đồng hồ kỹ thuật số đầu tiên được sử dụng trong các môn thể thao có tổ chức là Digitimer, được phát triển bởi Cox Electronic Systems, Inc. của Salt Lake City Utah (1971). [1] Nó sử dụng một ống đọc Nixie và cung cấp độ phân giải 1/1000 giây. Ứng dụng đầu tiên của nó là đua xe trượt tuyết nhưng sau đó được sử dụng bởi Thế vận hội Đại học Thế giới ở Moscow, Nga, NCAA của Mỹ và trong các cuộc thử nghiệm Olympic.
Thiết bị được sử dụng khi các khoảng thời gian phải được đo chính xác và với tối thiểu các biến chứng. Các thí nghiệm trong phòng thí nghiệm và các sự kiện thể thao như chạy nước rút là những ví dụ tốt.
Chức năng đồng hồ bấm giờ cũng có mặt như một chức năng bổ sung của nhiều thiết bị điện tử như đồng hồ đeo tay, điện thoại di động, máy nghe nhạc di động và máy tính.

## Lỗi của con người khi sử dụng đồng hồ bấm giờ
Mặc dù đồng hồ bấm giờ được tạo ra chính xác hơn, con người vẫn dễ mắc lỗi mỗi lần sử dụng. Thông thường, con người sẽ mất khoảng 180-200 mili giây để phát hiện và đáp ứng với kích thích thị giác. [2] Vì vậy, hầu hết các lỗi đo lường xảy ra vì lý do đó. Để có được kết quả chính xác hơn, hầu hết các nhà nghiên cứu đều sử dụng phương trình tuyên truyền của phương trình không chắc chắn để giảm bất kỳ sai sót nào trong các thí nghiệm. [3]
{\displaystyle {\ displaystyle\ sigma_{Q}={\ sqrt{\ sigma_{a}^{2}+\ sigma_{b}^{2}}}}{\ displaystyle\ sigma_{Q}={\ sqrt{\ sigma_{a}^{2}+\ sigma_{b}^{2}}}}}
{\ displaystyle \ sigma _ {Q}} {\ displaystyle \ sigma _ {Q}}là tổng của sự không chắc chắn giữa {\ displaystyle \ sigma _ {a} ^ {2}} {\ displaystyle \ sigma _ {a} ^ {2}} và {\ displaystyle \ sigma _ {b} ^ {2}} {\ displaystyle \ sigma _ {b} ^ {2}}
{\ displaystyle \ sigma _ {a}} \ sigma _ {a} là giá trị thực sự được tìm thấy từ thử nghiệm.
{\ displaystyle \ sigma _ {b}} \ sigma_b là giá trị của sự không chắc chắn.
Ví dụ: Nếu kết quả đo chiều rộng của cửa sổ là 1,50 ± 0,05 m, 1,50 sẽ là {\ displaystyle \ sigma _ {a}} \ sigma _ {a} và 0,05 sẽ là {\ displaystyle \ sigma _ {b}} \ sigma_b.

## Đơn vị
Trong hầu hết các thí nghiệm khoa học, các nhà nghiên cứu thường sẽ sử dụng SI hoặc Hệ thống Đơn vị Quốc tế trên bất kỳ thí nghiệm nào của họ. Đối với đồng hồ bấm giờ, các đơn vị thời gian thường được sử dụng khi quan sát đồng hồ bấm giờ là phút, giây và 'một phần trăm giây'. [4]